# Emporia (animal)
Emporia es un género de lepidópteros de la familia Pyralidae. Fue descrito por Ragonot en 1887, y se encuentra en Sudáfrica.

## Especies
- Emporia grisescens Ragonot, 1887
- Emporia melanobasis Balinsky, 1991